# Harry Mason (Silent Hill)
Harrold „Harry” Mason – fikcyjna postać i główny bohater pierwszej części gry Silent Hill, a także rebootu tej gry – Silent Hill: Shattered Memories. Harry Mason po premierze pierwszego Silent Hilla na PlayStation stał się jedną z najbardziej rozpoznawalnych postaci z serii, pojawiając się w innych częściach serii gościnnie lub jako tzw. easter egg. W Shattered Memories po raz drugi powrócił jako grywalny bohater, lecz jego rola i postać sama w sobie znacząco różni się od pierwowzoru.

## Historia

### Silent Hill
W pierwszym Silent Hill Harry Mason został przedstawiony jako 32-letni pisarz, któremu przed siedmiu laty zmarła żona Jodie. Po jej śmierci samotnie wychowuje 7-letnią córkę Cheryl, z którą pewnego dnia postanowił przyjechać do miasta Silent Hill. W czasie jazdy, tajemnicza postać staje mu niespodziewanie na drodze, przez co Harry powoduje wypadek i traci przytomność. Gdy się budzi, zauważa, że Cheryl zniknęła.
Poszukując w Silent Hill Cheryl, Harry spotyka na swojej drodze wielu ludzi: policjantkę Cybil Bennett, tajemniczą Dahlię Gillespie, doktora Michaela Kaufmanna i pielęgniarkę Lisę Garland, którzy zdają się mieć wiele wspólnego z wydarzeniami dziejącymi się w mieście.
Na końcu gry, Incubator (Alessa Gillespie) oddaje Harry’emu dziecko będące jej własną reinkarnacją, po czym ten (z Cybil lub bez niej – w zależności od zakończenia) ucieka z miasteczka.

### Portland i morderstwo
Po wydarzeniach w Silent Hill, Harry Mason wraz z dzieckiem przenosi się do miasta Portland. Organizacja religijna The Order postanowiła odnaleźć Harry’ego i odebrać mu nowe wcielenie Alessy. Pięć lat po wydarzeniach z gry, Harry w samoobronie zabija jednego z członków kultu który ich odnalazł, po czym przeniósł się z córką do innego miasta, zmienił jej kolor włosów na blond i zmienił jej imię na Heather.

### Silent Hill 3
Mija 12 lat po wydarzeniach w Portland i 17 lat po wydarzeniach w Silent Hill. Fakt, że ojcem głównej bohaterki Heather jest Harry Mason, zostaje wyjawiony dopiero podczas podróży Heather do Silent Hill. Na początku gry dzwoni do córki, chcąc upewnić się, że nic jej nie jest. Po powrocie do domu, Heather odnajduje jego ciało – został zabity przez potwora zwanego Misjonarzem, na rozkaz Claudii Wolf, antagonistki gry.
Na końcu gry Heather wyjawia Douglasowi, że chce by nazywano ją imieniem nadanym jej przez Harry’ego – Cheryl. W napisach końcowych widać obrazek prezentujący Heather kładącą kwiaty na grób ojca.
W bonusowym zakończeniu Revenge, Heather po powrocie do domu zastaje swojego ojca siedzącego z kosmitami i Jamesem Sunderlandem, protagonistą Silent Hill 2. Harry pyta córkę, czy nic jej nie jest. Gdy Heather kończy opowieść, Harry wraz z obcymi przy pomocy statków kosmicznych niszczą doszczętnie Silent Hill.

### Silent Hill: Shattered Memories
Harry Mason w Shattered Memories jest tzw. fałszywym protagonistą, gdyż – jak się okazuje na końcu gry – był on cały czas manifestacją wspomnień jego dorosłej córki Cheryl, a prawdziwy Harry zginął w wypadku samochodowym 18 lat wcześniej. Jego charakter różni się od tego z pierwowzoru i od oryginalnego Harry’ego Masona, gdyż zależy od poczynań gracza – w zależności od rozwiązywanych testów, Harry może być m.in. przykładnym ojcem, nie potrafiącym poradzić sobie z rolą głowy rodziny mężem, typowym macho-casanovą, lub nie dbającym o rodzinę alkoholikiem. Jego cel jest jednak taki sam – chce odnaleźć córkę, co jest dla Cheryl swoistym pogodzeniem się z prawdą o jego śmierci.

### Pozostałe

#### Origins
W grze będącej prequelem serii, głos Harry’ego jest słyszany w najlepszym zakończeniu gry. Był to moment w którym wraz ze swoją żoną znajdują niemowlę, dając jej na imię Cheryl.

#### Restless Dreams
W bonusowym zakończeniu UFO dodanym do rozszerzonego wydania Silent Hill 2, Harry przylatuje statkiem kosmicznym z innymi kosmitami i rozpoczyna rozmowę z Jamesem Sunderlandem (protagonistą części drugiej), po czym porywają go na statek.

#### Book of Memories
Harry pojawia się wraz z wieloma innymi postaciami z całej serii w żartobliwym zakończeniu.

## Ciekawostki
- Twarz Harry’ego w Silent Hill 3 można zobaczyć przy pomocy odpowiedniego programu model viewer. Jego ciało ma taki sam model jak martwe ciało Jamesa Sunderlanda z Silent Hill 2 ułożone na krześle przed telewizorem[3].